# 2024년 노토반도 지진의 여진 목록
아래는 2024년 1월 1일 발생한 2024년 노토반도 지진의 여진 목록이다.

## 목록
| 발생년도 | 발생월일  | 시각      | 진앙                     | 진원 깊이 | 지진 규모 | 최대진도 | 최대진도 관측 지점              |
| -------- | --------- | --------- | ------------------------ | --------- | --------- | -------- | ------------------------------- |
| 2024년   | 1월 1일   | 16시 12분 | 이시카와현 노토반도 해역 | 9 km      | M5.7      | 6약      | 이시카와현 시카정               |
| 2024년   | 1월 1일   | 16시 18분 | 이시카와현 노토 지방     | 11 km     | M6.1      | 5강      | 이시카와현 나나오시, 아나미즈정 |
| 2024년   | 1월 1일   | 16시 56분 | 이시카와현 노토 지방     | 14 km     | M5.8      | 5강      | 이시카와현 아나미즈정           |
| 2024년   | 1월 1일   | 17시 22분 | 이시카와현 노토 지방     | 12 km     | M4.9      | 5약      | 이시카와현 스즈시               |
| 2024년   | 1월 1일   | 18시 03분 | 이시카와현 노토반도 해역 | 14 km     | M5.5      | 5약      | 이시카와현 스즈시               |
| 2024년   | 1월 1일   | 18시 08분 | 이시카와현 노토반도 해역 | 14 km     | M5.8      | 5강      | 이시카와현 스즈시               |
| 2024년   | 1월 1일   | 18시 39분 | 이시카와현 노토반도 해역 | 6 km      | M4.8      | 5약      | 이시카와현 시카정               |
| 2024년   | 1월 1일   | 20시 35분 | 이시카와현 노토 지방     | 2 km      | M4.5      | 5약      | 이시카와현 시카정               |
| 2024년   | 1월 2일   | 10시 17분 | 이시카와현 노토 지방     | 10 km     | M5.6      | 5약      | 이시카와현 아나미즈정           |
| 2024년   | 1월 2일   | 17시 13분 | 이시카와현 노토반도 해역 | 6 km      | M4.6      | 5강      | 이시카와현 시카정               |
| 2024년   | 1월 3일   | 2시 21분  | 이시카와현 노토 지방     | 12 km     | M4.9      | 5강      | 이시카와현 스즈시               |
| 2024년   | 1월 3일   | 10시 54분 | 이시카와현 노토 지방     | 13 km     | M5.6      | 5강      | 이시카와현 와지마시             |
| 2024년   | 1월 6일   | 5시 26분  | 이시카와현 노토 지방     | 12 km     | M5.4      | 5강      | 이시카와현 아나미즈정           |
| 2024년   | 1월 6일   | 23시 20분 | 이시카와현 노토반도 해역 | 5 km      | M4.3      | 6약      | 이시카와현 시카정               |
| 2024년   | 1월 9일   | 17시 59분 | 니가타현 사도시 부근     | 27 km     | M6.1      | 5약      | 니가타현 나가오카시             |
| 2024년   | 1월 16일  | 18시 42분 | 이시카와현 노토 지방     | 3 km      | M4.8      | 5약      | 이시카와현 시카정               |
| 2024년   | 6월 3일   | 6시 31분  | 이시카와현 노토 지방     | 14 km     | M6.0      | 5강      | 이시카와현 와지마시, 스즈시     |
| 2024년   | 11월 26일 | 22시 47분 | 이시카와현 서쪽 해역     | 7 km      | M6.6      | 5약      | 이시카와현 와지마시, 시카정     |

## 1월 1일 16시 12분 지진
이 지진은 속보 단계에서는 본진과 같은 지진동으로 취급되었지만 이후 지진파형 등을 분석한 결과 16시 10분의 본진과 별개로 본진의 진원에서 서쪽으로 약 70 km 떨어진 해역에서 발생한 것으로 밝혀지면서 2월 8일 기자회견에서 여진으로 발표되었다. 본진에서 이미 진도7을 발표했기 때문에 방재 대응에는 문제가 없었던 것으로 밝혀졌다. 이 지진의 진동은 본진의 진동이 지나간 이후에도 계속 이어졌다. 이 때문에 지진 발생 이후에 작성되는 추정진도분포도가 이 지진에서는 작성되지 않았다. 긴급지진속보도 본진(및 직전에 발생했던 두 차례의 지진)에 따라 발생한 발표와 구분하지 않았다. 일본 기상청의 진도 데이터베이스 검색에 따르면 진도6약은 본진의 여진으로 관측된 진도 중 1월 6일 23시 20분의 지진과 함께 제일 큰 여진으로 관측되었다. 또한 이 지진은 진도 데이터베이스에 진도3까지의 관측 지점만 저장되어 있으며 진도2와 진도1의 관측지점은 등록되어 있지 않다.
아래는 진도4 이상을 관측한 지점의 목록이다.
| 진도 | 도도부현   | 시구정촌                                                 |
| ---- | ---------- | -------------------------------------------------------- |
| 6약  | 이시카와현 | 시카정                                                   |
| 5약  | 이시카와현 | 나나오시, 스즈시, 나카노토정                             |
| 4    | 이시카와현 | 와지마시, 하쿠이시, 아나미즈정, 호다쓰시미즈정, 가호쿠시 |
| 4    | 도야마현   | 도야마시                                                 |

## 1월 1일 16시 18분 지진
이 지진의 규모 Mj6.1은 일본 기상청의 진도 데이터베이스에 따르면 1월 9일 17시 59분의 지진과 함께 여진으로는 큰 규모이다. 쓰나미에 관해서는 (본진에 따른) "쓰나미경보 등(대쓰나미경보, 쓰나미경보 또는 쓰나미주의보)을 발표 중"이라고 표시했으며 본진에 대한 고유정보는 발표하지 않았다.
| 진도 | 도도부현   | 시구정촌                                           |
| ---- | ---------- | -------------------------------------------------- |
| 5강  | 이시카와현 | 아나미즈정                                         |
| 5약  | 이시카와현 | 나나오시, 와지마시, 시카정, 나카노토정             |
| 4    | 이시카와현 | 하쿠이시, 가가시, 노토정                           |
| 4    | 도야마현   | 도야마시, 후나하시촌, 다테야마정, 히미시, 이미즈시 |

| 계급 | 도도부현   | 시구정촌           |
| ---- | ---------- | ------------------ |
| 2    | 이시카와현 | 나나오시, 와지마시 |
| 2    | 니가타현   | 니가타 공항        |

이 지진으로 지진 감지 6.7초 후인 16시 18분 51.8초에 긴급지진속보(경보)가 발령되었다.

## 1월 1일 16시 56분 지진
이 지진은 쓰나미에 관해서는 (본진에 따른) "쓰나미경보 등(대쓰나미경보, 쓰나미경보 또는 쓰나미주의보)을 발표 중"이라고 표시했으며 본진에 대한 고유정보는 발표하지 않았다.
| 진도 | 도도부현   | 시구정촌                                  |
| ---- | ---------- | ----------------------------------------- |
| 5강  | 이시카와현 | 와지마시, 아나미즈정                      |
| 5약  | 이시카와현 | 나나오시, 시카정, 나카노토정              |
| 4    | 이시카와현 | 하쿠이시,호다쓰시미즈정, 노토정, 가호쿠시 |
| 4    | 도야마현   | 히미시                                    |

| 계급 | 도도부현   | 시구정촌         |
| ---- | ---------- | ---------------- |
| 2    | 이시카와현 | 와지마시, 시카정 |

이 지진으로 지진파 감지 6.8초 후인 16시 56분 59.0초에 긴급지진속보(경보)가 발표되었다.

## 1월 1일 17시 22분 지진
이 지진은 쓰나미에 관해서는 (본진에 따른) "쓰나미경보 등(대쓰나미경보, 쓰나미경보 또는 쓰나미주의보)을 발표 중"이라고 표시했으며 본진에 대한 고유정보는 발표하지 않았다.
| 진도 | 도도부현   | 시구정촌 |
| ---- | ---------- | -------- |
| 5약  | 이시카와현 | 스즈시   |

이 지진으로 지진파 감지 15.1초 후인 17시 22분 29.2초에 긴급지진속보(경보)가 발표되었다.

## 1월 1일 18시 3분 지진
이 지진은 쓰나미에 관해서는 (본진에 따른) "쓰나미경보 등(대쓰나미경보, 쓰나미경보 또는 쓰나미주의보)을 발표 중"이라고 표시했으며 본진에 대한 고유정보는 발표하지 않았다.
| 진도 | 도도부현   | 시구정촌         |
| ---- | ---------- | ---------------- |
| 5약  | 이시카와현 | 스즈시           |
| 4    | 이시카와현 | 와지마시, 시카정 |

## 1월 1일 18시 8분 지진
이 지진은 쓰나미에 관해서는 (본진에 따른) "쓰나미경보 등(대쓰나미경보, 쓰나미경보 또는 쓰나미주의보)을 발표 중"이라고 표시했으며 본진에 대한 고유정보는 발표하지 않았다.
| 진도 | 도도부현   | 시구정촌                               |
| ---- | ---------- | -------------------------------------- |
| 5강  | 이시카와현 | 스즈시                                 |
| 4    | 이시카와현 | 나나오시, 와지마시, 아나미즈정, 노토정 |
| 4    | 니가타현   | 조에쓰시                               |
| 4    | 도야마현   | 도야마시                               |

| 계급 | 도도부현   | 시구정촌 |
| ---- | ---------- | -------- |
| 2    | 이시카와현 | 와지마시 |

이 지진으로 지진파 감지 6.6초 후인 18시 8분 27.9초에 긴급지진속보(경보)가 발표되었다

## 1월 1일 18시 39분 지진
속보 발표 당시에는 "18시 40분경" 발생한 지진으로 발표되었다. 또한 이 지진은 쓰나미에 관해서는 (본진에 따른) "쓰나미경보 등(대쓰나미경보, 쓰나미경보 또는 쓰나미주의보)을 발표 중"이라고 표시했으며 본진에 대한 고유정보는 발표하지 않았다.
| 진도 | 도도부현   | 시구정촌 |
| ---- | ---------- | -------- |
| 5약  | 이시카와현 | 시카정   |

이 지진으로 지진파 감지 6.4초 후인 18시 40분 8.4초에 긴급지진속보(경보)가 발표되었다.

## 1월 1일 20시 35분 지진
이 지진이 발생하기 직전(8.7초전)에도 이시카와현 노토 지방 북위 37° 12′ 동경 136° 42′ / 북위 37.2°  동경 136.7°  지점(진원 깊이 4 km)에서 규모 M4.1의 지진이 발생했으나 두 지진의 진도 분리가 불가능하다. 쓰나미에 관해서는 (본진에 따른) "쓰나미경보 등(대쓰나미경보, 쓰나미경보 또는 쓰나미주의보)을 발표 중"이라고 표시했으며 본진에 대한 고유정보는 발표하지 않았다.
| 진도 | 도도부현   | 시구정촌 |
| ---- | ---------- | -------- |
| 5약  | 이시카와현 | 시카정   |

## 1월 2일 10시 17분 지진
이 지진 자체로 인한 쓰나미 우려는 없다고 발표했지만, 본진으로 인한 해수면 변동 주의보가 발표되었다.
| 진도 | 도도부현   | 시구정촌                             |
| ---- | ---------- | ------------------------------------ |
| 5약  | 이시카와현 | 와지마시, 아나미즈정                 |
| 4    | 이시카와현 | 나나오시, 시카정, 나카노토정, 노토정 |

| 계급 | 도도부현   | 시구정촌 |
| ---- | ---------- | -------- |
| 2    | 이시카와현 | 와지마시 |

이 지진으로 지진파 감지 6.4초 후인 10시 17분 45.3초에 긴급지진속보(경보)가 발표되었다.

## 1월 2일 17시 13분 지진
이 지진 자체로 인한 쓰나미 우려는 없다고 발표했지만, 본진으로 인한 해수면 변동 주의보가 발표되었다. 지진 발생 후 일본 기상청은 언론 발표를 통해 위험한 장소에 접근하지 말 것과 최대진도7급의 지진에 주의할 것을 당부했다. 또한 이 지진으로 시카 원전에 대한 새로운 피해는 없었다.
| 진도 | 도도부현   | 시구정촌 |
| ---- | ---------- | -------- |
| 5강  | 이시카와현 | 시카정   |

## 1월 3일 1시 21분 지진
이 지진 자체로 인한 쓰나미 우려는 없다고 발표했지만, 본진으로 인한 해수면 변동 주의보가 발표되었다. 스즈시 시청에서 강한 흔들림이 느껴져 피해 상황을 확인했으며, 스즈 경찰서에서는 수 초간 옆 방향 흔들림이 느껴졌다. 지진 발생 후 일본 기상청은 언론 발표를 통해 위험한 장소에 접근하지 말 것과 최대진도7급의 지진에 주의할 것을 당부했다.
| 진도 | 도도부현   | 시구정촌 |
| ---- | ---------- | -------- |
| 5강  | 이시카와현 | 스즈시   |

이 지진으로 지진파 감지 9.9초 후인 2시 22분 1.6초에 긴급지진속보(경보)가 발표되었다. 또한 와지마시 후게시정에서 장주기 지진동 계급1을 관측했다.

## 1월 3일 10시 54분 지진
이 지진 자체로 인한 쓰나미 우려는 없다고 발표했으며, 이번 지진부터는 본진으로 인한 해수면 변동에 대한 경고도 없었다. 이 지진으로 와지마 시역소에서 10초 정도 흔들림이 느껴졌으며 시청 직원이 흔들림에 놀라는 모습이 촬영되었다. 또한 호쿠리쿠 신칸센은 지진에 따른 정전으로 우에다역-이토이가와역 구간 운행을 일시 중단했다. 지진 발생 후 일본 기상청은 언론 발표를 통해 위험한 장소에 접근하지 말 것과 최대진도7급의 지진에 주의할 것을 당부했다.
| 진도 | 도도부현   | 시구정촌                       |
| ---- | ---------- | ------------------------------ |
| 5강  | 이시카와현 | 와지마시                       |
| 4    | 이시카와현 | 아나미즈정, 나카노토정, 노토정 |

| 계급 | 도도부현   | 시구정촌 |
| ---- | ---------- | -------- |
| 3    | 이시카와현 | 와지마시 |

이 지진으로 지진파 감지 8.5초 후인 10시 54분 46.8초에 긴급지진속보(경보)가 발표되었다.

## 1월 6일 5시 26분 지진
이 지진 자체로 인한 쓰나미 우려는 없다고 발표했다. 이번 지진의 흔들림은 아나미즈정에서 5초 이상, 나나오시에서는 20초 정도, 도야마현 히미시에서는 10초에서 15초 정도 강하게 느껴졌으나 선반에서 물건이 떨어지는 등의 피해는 없었으며 피해 보고도 없었다. 신칸센과 고속도로도 평상시처럼 피해가 없었다. 지진 발생 후 일본 기상청은 언론 발표를 통해 위험한 장소에 접근하지 말 것과 최대진도7급의 지진에 주의할 것을 당부했다.
| 진도 | 도도부현   | 시구정촌                     |
| ---- | ---------- | ---------------------------- |
| 5강  | 이시카와현 | 아나미즈정                   |
| 5약  | 이시카와현 | 나나오시                     |
| 4    | 이시카와현 | 와지마시, 시카정, 나카노토정 |

이 지진으로 지진파 감지 5.8초 후인 5시 27분 1.3초에 긴급지진속보(경보)가 발표되었다. 또한 이 지진으로 나나오시와 와지마시에서 장주기 지진동 계급1을 관측했다.

## 1월 6일 23시 20분 지진
이 지진 자체로 인한 쓰나미 우려는 없다고 발표했다. 이번 지진에서는 진도6약이 관측된 관측지점(시카정 가노) 이외의 지진계에서는 진도3 이하의 흔들림만 관측되어 주변과 매우 큰 차이를 보였기 때문에 7일 일본 기상청이 해당 지진계에 기울어짐이나 균열이 없는지 점검했지만 지진계나 주변 지반에 이상은 발견되지 않았다. 시카정역소 경비원은 큰 흔들림을 느끼지 못했으며 경찰과 소방서에서도 피해가 접수되지 않았다고 밝혔다. 측정된 계측진도는 5.6, 최대 가속도는 1,492 gal로 효고현 남부 지진의 891 gal을 크게 넘었으며 파형도 이상이 없었지만 일반적으로 볼 수 있는 차이를 넘어선 큰 흔들림 차이를 보였다. 기상청은 흔들린 시간이 5초 정도로 짧아 강한 흔들림으로 느껴지지 않았으며 지진계에 근접한 1개 지점에서만 진도6약이 관측되었을 가능성이 있다고 밝혔다. 긴급지진속보(경보)도 진도5약 이상의 흔들림이 어느 지역에서도 나타날 것이라 예상하지 않아 발표되지 않았다. 시카 원전도 1월 7일 0시 38분 원자력규제위원회로부터 이상이 발견되지 않았다고 보고했다. 한편 지진 발생 후 일본 기상청은 언론 발표를 통해 위험한 장소에 접근하지 말 것과 최대진도7급의 지진에 주의할 것을 당부했다.
이번 지진은 일본 기상청의 진도 데이터베이스에 따르면 최대 진도6약으로 관측된 진도 중에서는 1월 1일 16시 12분 지진과 함께 최대 진도를 기록했다. 또한 1919년 이후 진도6약(1996년까지 진도6) 이상을 관측한 모든 지진 중 규모 M5.0 이하인 지진은 이번 지진이 유일하며(2위는 2019년 구마모토 지진 당시의 Mj5.1), 진도5강 이상을 관측한 모든 지진 중에서도 가장 작은 규모를 기록했다. 교토 대학 방재연구소에 따르면 진도6약의 진동을 관측한 K-NET 도기와 기상청 관측소(도기료게마치)에서 진동의 방향은 거의 바뀌지 않았으나 진동의 가속도 크기와 속도는 K-NET 도기가 약 10배 정도 컸다고 말했다. 지진으로 발생한 단층 파괴가 정확하게 K-NET 도기 지진계 방향으로 전달되었고, 지진계에 들어간 지진동의 주기가 0.2초 정도로 정확하게 K-NET 도기가 흔들리기 쉬운 주기에 해당해서 진도6약이라는 큰 진동을 관측했다고 주장했다.
| 진도 | 도도부현   | 시구정촌 |
| ---- | ---------- | -------- |
| 6약  | 이시카와현 | 시카정   |

## 1월 9일 17시 59분 지진
이번 지진의 규모 Mj6.1은 일본 기상청 진도 데이터베이스 기준 1월 1일 16시 18분과 함께 노토반도 지진의 여진 중에서는 최대 규모를 기록했다. 또한 오사카관구 기상대는 이번 지진에 따라 18시 5분에 니가타현 조에쓰/주에쓰/가에쓰 지방, 니가타현 사도 지방, 이시카와현 노토 지방에 쓰나미예보(약간의 해수면 변동)를 발표했다. 하지만 일본 연안에서 쓰나미가 관측되지 않았다. 이 지진에 따라 일본 소방청은 재해대책실을 설치했으나 1월 16일 17시에 폐지했다. 이 지진으로 인한 새로운 피해는 보고되지 않았다. 또한 나가오카시와 사도시는 17시 59분에 재해대책본부를 설치했으나 피해 보고는 없었다. 18시 1분에는 총리관저에 정보연락실이 설치되었다. 니가타 시내에서는 30초 정도, 스즈시에서는 15초 정도 흔들림이 지속되었고 정전이 발생해 조에쓰 신칸센의 우라사역-니가타역 구간 운행을 일시적으로 중단했다. 고속도로와 시카 원전의 피해는 없었다. 18시 24분에는 원자력규제위원회가 가시와자키 가리와 원자력 발전소도 이상이 없다고 발표했다.
| 진도 | 도도부현   | 시구정촌 |
| ---- | ---------- | --- |
| 5약  | 니가타현   | 나가오카시 |
| 4    | 니가타현   | 조에쓰시, 산조시, 가시와자키시, 미쓰케시, 우오누마시, 아가정, 니가타시 주오구, 아키하구, 난구, 니시구, 니시칸구 |
| 4    | 이시카와현 | 나나오시, 와지마시, 스즈시, 나카노토정, 노토정                                                                  |

이 지진으로 지진파 감지 11.2초 후인 17시 59분 31.1초에 긴급지진속보(경보)가 발표되었다. 또한 이 지진으로 니가타현 니가타시 니시탄구와 이시카와현 와지마시에서 장주기 지진동 계급1을 관측했다.

## 1월 16일 18시 42분 지진
이 지진 자체로 인한 쓰나미 우려는 없다고 발표했다. 이 지진으로 발생한 새로운 피해는 없었다. 시카 원전에서도 초기에는 새로운 이상은 없었다고 보도했고 원자력규제위원회도 그렇게 발표했다. 하지만 지진에 따른 안전 확인을 위해 2호기에서 비상 노심 냉각 장치를 위한 비상 디젤 엔진을 시운전 한 결과 자동으로 정지하는 문제가 발생했음이 나중에 밝혀졌다.
| 진도 | 도도부현   | 시구정촌 |
| ---- | ---------- | -------- |
| 5약  | 이시카와현 | 시카정   |
| 4    | 이시카와현 | 와지마시 |

이 지진으로 지진파 감지 9.3초 후인 18시 42분 25.9초에 긴급지진속보(경보)가 발표되었다. 또한 이 지진으로 이시카와현 시카정에서 장주기 지진동 계급1을 발표했다.

## 6월 3일 6시 31분 지진
일본 기상청은 같은 날 6시 38분 이시카와현 노토 지방에 쓰나미예보(약간의 해수면 변동)를 발표했다. 스즈시 연안에서 약간의 조위 변화가 감지되었으나 쓰나미로 인한 피해는 없었다.
| 진도 | 도도부현   | 시구정촌                                                 |
| ---- | ---------- | -------------------------------------------------------- |
| 5강  | 이시카와현 | 와지마시, 스즈시                                         |
| 5약  | 이시카와현 | 노토정                                                   |
| 4    | 니가타현   | 조에쓰시, 나가오카시, 가시와자키시, 도카마치시, 가리와촌 |
| 4    | 이시카와현 | 나나오시, 아나미즈정                                     |

이 지진으로 지진파 감지 4.8초 후인 6시 31분 47.0초에 긴급지진속보(경보)가 발표되었다. 또한 이 지진으로 이시카와현 노토 지방에서 장주기 지진동 계급2를, 니가타현 조에쓰, 주에쓰 지역과 나가노현 중부에서 장주기 지진동 계급1을 관측했다.

## 11월 26일 22시 47분 지진
11월 26일 22시 47분 본진 진원지보다 더욱 서쪽인 이시카와현 서쪽 해역에서 규모 M6.6의 지진이 일어났다. 이시카와현 노토 지방에서 최대진도 5약을 관측했다. 일본 기상청은 2024년 노토반도 지진에 속한 일련의 지진 활동의 일부라고 보고 있으나 도쿄 대학 지진 연구소의 사타케 겐지 교수는 크게 보면 1월 1일 지진의 여진으로 볼 수 있지만, 진원은 이와는 또 다른 서쪽의 단층으로 직접적인 여진이 아닌 유발지진이라고 보고 있다.
| 진도 | 도도부현   | 시구정촌                                                                                               |
| ---- | ---------- | --- |
| 5약  | 이시카와현 | 와지마시, 시카정                                                                                       |
| 4    | 도야마현   | 도야마시, 다카오카시, 히미시, 오야베시, 이미즈시                                                       |
| 4    | 이시카와현 | 나나오시, 스즈시, 가가시, 하쿠이시, 가호쿠시, 쓰바타정, 호다쓰시미즈정, 나카노토정, 아나미즈정, 노토정 |
| 4    | 후쿠이현   | 후쿠이시, 에치젠정                                                                                     |

## 같이 보기
- 노토 군발지진